# Orban

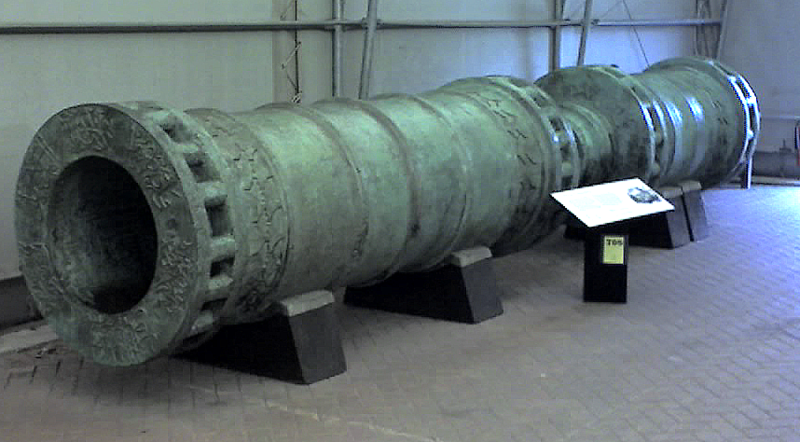
Tunul Dardanale, similar cu cel construit de Orban

Orban (n. secolul al XV-lea, Brașov, Regatul Ungariei – d. 1453, Constantinopol, Imperiul Roman de Răsărit), sau uneori Urban, a fost un armurier, originar din Brașov, care a turnat o serie de tunuri de mare calibru pentru sultanul Mahomed al II-lea. Cu aceste tunuri, armata otomană a reușit să distrugă fortificațiile Constantinopolului în timpul asediului din 1453. 
Orban și-a oferit la început serviciile împăratului Constantin al XI al Imperiului Bizantin, dar bizantinii nu și-au permis să-i plătească sumele de bani pretinse de armurier și nici nu aveau stocuri de materiale care să le permită să toarne tunuri de mare calibru. Orban a părăsit Constantinopolul și s-a adresat sultanului Mahomed al II-lea, care se pregătea să asedieze orașul. Orban a pretins că arma sa poate demola chiar și „zidurile Babilonului”. Turcii dispuneau de resurse materiale și financiare vaste, iar Orban a construit cel mai mare tun al timpurilor sale timp de trei luni la Adrianopol. Tunul uriaș a fost tractat de opt perechi de boi (60 de boi) la Constantinopol. Orban a mai turnat și alte super-tunuri de calibru mai mic pentru forțele de asediu ale turcilor.  Se pare că Orban a murit în timpul asediului capitalei bizantine, când tunul creat de el a explodat.
Tehnologia turnării bombardelor, dezvoltată pentru prima oară de meșterii germani pentru armata maghiară, a transformat pentru totdeauna războiul de asediu . Orban și echipa sa au fost cel mai probabil uciși în timpul asediului, când unul dintre tunurile lor a explodat, eveniment care nu era neobișnuit în acele timpuri. Orban este descris de un contemporan drept o persoană de „etnie maghiară și un meșter foarte competent”. Există și istorici care consideră că Orban ar fi putut să fie german, dat fiind numărul mare de armurieri germani care serveau în armata maghiară. De asemenea există alți istorici care acreditează ideea că Orban ar fi fost român . În sprijinul acestei teorii vine și un cronicar bizantin al vremii, Laonic Chalcocondil, care susține că Orban nu ar fi ungur, ci "dac".